# Філіпченко Юрій Олександрович
Ю́рій Олекса́ндрович Філі́пченко (1 (13) лютого 1882, село Злинь, Болховський повіт, Орловська губернія, Російська імперія — 20 травня 1930, Москва, СРСР) — російський радянський генетик, еволюціоніст, ентомолог.

## Життєпис
Народився в родині агронома Олександра Юхимовича Філіпченко. Закінчив 2-гу Петербурзьку гімназію. Поступив у Імператорську Військово-медичну академію, звідки перевівся на природниче відділення фізико-математичного факультету Петербурзького університету. Закінчив університет у 1906 році з дипломом І ступеня. Ще у студентські часи під час канікул виїздив на польові практики на Кубань і Мурманську біостанцію.
З весни 1911 рік працював за кордоном у Мюнхені в лабораторії професора Ріхарда Гертвіга. Там майже закінчив магістерську дисертацію «Ембріологія Isotoma cinerea (Collembola)» і познайомився з молодим Ріхардом Гольдшмідтом. Далі досліджував ракоподібних на біостанції у Неаполі.
З вересня 1913 року затверджений приват-доцентом Петербурзького університету і почав читати перший в Росії курс генетики. У 1917 році захищає докторську дисертацію «Мінливість і спадковість черепа у ссавців». У 1919 стає професором першої в Росії кафедри генетики і експериментальної зоології, а невдовзі і її завідувачем.
У квітні 1919 року заарештований, але невдовзі звільнений за сприяння Максима Горького.
У 1920 році заснував лабораторію генетики у Петергофському науково-дослідному інституті. У 1921 році стає завідувачем новоутвореного Бюро з євгеніки АН СРСР, яке у 1925 перетворено на Бюро з генетики і євгеніки, а у 1930 році перейменовано на Лабораторію генетики АН СРСР. На базі цієї лабораторії у 1933 році створено Інститут генетики АН СРСР.
Влітку-восени 1924 року виїздив у закордонні лабораторії, у вересні 1927 року брав участь у 5-му міжнародному генетичному конгресі в Берліні.
Помер від менінгіту 20 травня 1930 року.

## Науковий внесок
Працював у галузях морфології, еволюційної біології, генетики, селекції. Досліджував механізми кількісної мінливості спадкових ознак на прикладі сортів пшениці. Автор термінів «мікроеволюція» і «макроеволюція». Вперше в Російській імперії опублікував статті з генетики: про схрещування бізонів, зубрів і корів у Асканії-Нові (1915) і про мінливість і еволюцію черепа ссавців (1916).
З 1926 року організував експедиції у Середню Азію для вивчення порід великої рогатої худоби. Результати цих експедицій заклали основу племінної роботи у 1930ті роки.

## Наукові праці
Автор понад 120 праць, зокрема:

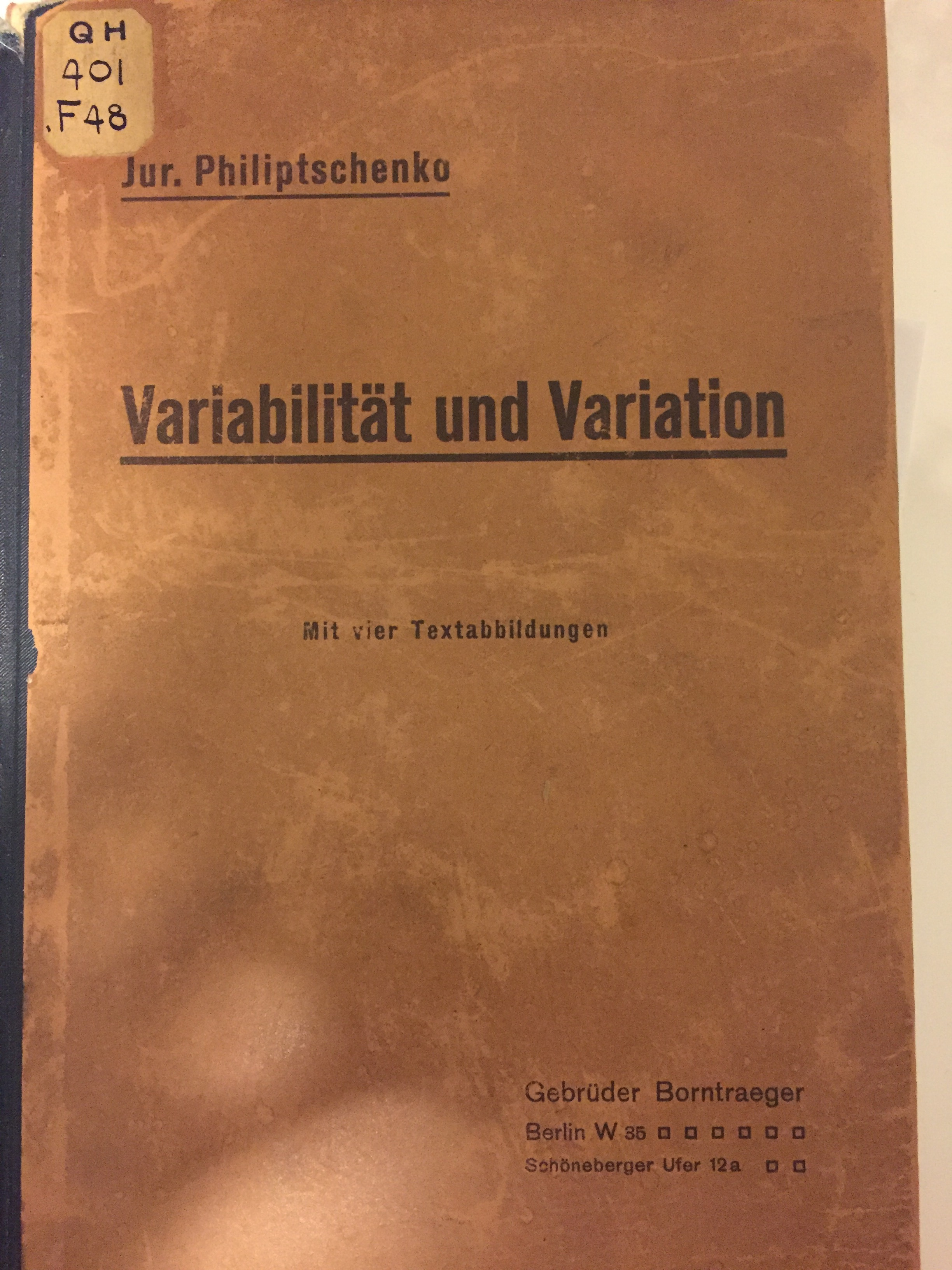
Обкладинка Філіпченкової «Variabilität und Variation» (the Regenstein Library at the University of Chicago)

- Anatomische Studien über Collembola. Z. Wiss. Zool. 1906. 85: 270—304.
- Zur Kenntnis der Apterygotenembryologie. Zool. Anz. 1912. 39: 43-49.
- Изменчивость и эволюция. Пгд., Библ. Натурал. 1915.
- Изменчивость и наследственность черепа у млекопитающих. Ч. 1. Русск. Арх. Анат. Гист. Эмбр. 1: 311—404.
- Наследственность М., Природа, 1917.
- Евгеника. Рус. мысль 1918. 3-4: 69-95.
- Эволюционная идея в биологии. Исторический обзор эволюционных учений XIX века. М., Изд. М. и С. Сабашниковых, 1923
- Изменчивость и методы её изучения. 1923.
- Генетика. 1923.
- Частная генетика. Часть І. Растения. Л., 1927.
- Частная генетика. Часть ІІ. Животные. Л., 1928.
- Экспериментальная зоология. Медгиз, 1932.
- Генетика мягких пшениц. Сельхозгиз, 1934 (совместно с Т. К. Лепиным).